# Polens herrlandslag i innebandy
Polens herrlandslag i innebandy representerar Polen i innebandy på herrsidan.
Tränas idag av Patric Johansson och Jacek Izdebski. 
Laget spelade sin första landskamp den 19 september 1998, då man föll mot Lettland med 1–5.

### Fotnoter
1. ↑  ”Nowi trenerzy Reprezentacji Polski Mężczyzn!” (på polska). Polski Związek Unihokeja. 4 mars 2023. https://www.polskiunihokej.pl/polski-zwiazek-unihokeja/slider/nowi-trenerzy-reprezentacji-polski-mezczyzn. Läst 31 januari 2024.
2. ↑  ”International Floorball Federation”. http://www.floorball.org/default.asp?kieli=826&sivu=154&alasivu=154. Läst 22 augusti 2011.